# Ломоносовський район (Ленінградська область)
Ломоно́совський муніципа́льний райо́н — муніципальне утворення у західній частині Ленінградської області. Адміністративний центр — місто Ломоносов, звідси назва району. В
Має у своєму складі 2 міських і 13 сільських поселень.
Ломоносовський район — єдине муніципальне утворення у Ленінградській області, адміністративний центр якого знаходиться в іншому суб'єкті Федерації: місто Ломоносов входить до складу Пєтродворцового району Санкт-Петербурга. Створений в 1927 році. З 1963 по 1965 територія району входила до складу Гатчинського сільського району.

## Географія
Межує з:
- на сході — з Санкт-Петербургом
- на південному сході — з Гатчинським муніципальним районом
- на півдні — з Волосовським муніципальним районом
- на південному заході — з Кінгісеппським муніципальним районом
- на заході — з Сосновоборським міським округом

Площа району — 1919,1 км², що становить 2,69 % території області. За цим показником він займає передостаннє місце в області (менший тільки Сосновоборський міський округ).

## Історія
До 1927 року основна частина території району входила до складу Троцького повіту Ленінградської губернії.
У вересні 1927 у складі Ленінградського округу Ленінградської області утворений Оранієнбаумський район. В 1930-у через ліквідацією округів увійшов безпосередньо до складу області. У вересні 1939 місто Оранієнбаум перетворено у самостійну адміністративно-господарську одиницю з безпосереднім підпорядкуванням його міської Ради Ленінградській обласній Раді.
У роки німецько-радянської війни частина території району була окупована.
У лютому 1948 року район перейменований на Ломоносовський. В 1955 році до його складу увійшла територія скасованого Красносільського району.

## Населення
| 1933    | 1939    | 1959    | 1970    | 1979    | 1989    | 2002    |
| ------- | ------- | ------- | ------- | ------- | ------- | ------- |
| 47 600  | ↗51 354 | ↗68 620 | ↘66 817 | ↘56 352 | ↗66 104 | ↘65 297 |
| 2006    | 2009    | 2010    | 2011    | 2012    | 2013    | 2014    |
| ↘64 400 | ↗64 697 | ↗70 347 | ↗70 551 | ↘70 298 | ↘69 939 | ↗69 989 |
| 2015    | 2016    | 2017    | 2018    | 2019    | 2020    |         |
| ↘69 333 | ↗69 640 | ↗69 861 | ↗71 850 | ↗73 475 | ↗76 786 |         |